# Långsjön (Styrnäs socken, Ångermanland)
Långsjön är en sjö i Kramfors kommun i Ångermanland och ingår i Ångermanälvens huvudavrinningsområde. Sjön har en area på 0,616 kvadratkilometer och ligger 46,3 meter över havet. Sjön avvattnas av vattendraget Loån (Viättån).

## Delavrinningsområde
Långsjön ingår i det delavrinningsområde (700075-160298) som SMHI kallar för Utloppet av Långsjön. Medelhöjden är 102 meter över havet och ytan är 4,52 kvadratkilometer. Räknas de 25 avrinningsområdena uppströms in blir den ackumulerade arean 125,01 kvadratkilometer. Loån (Viättån) som avvattnar avrinningsområdet har biflödesordning 2, vilket innebär att vattnet flödar genom totalt 2 vattendrag innan det når havet efter 11 kilometer. Avrinningsområdet består mestadels av skog (72 procent). Avrinningsområdet har 0,61 kvadratkilometer vattenytor vilket ger det en sjöprocent på 13,5 procent.